# Dožínky

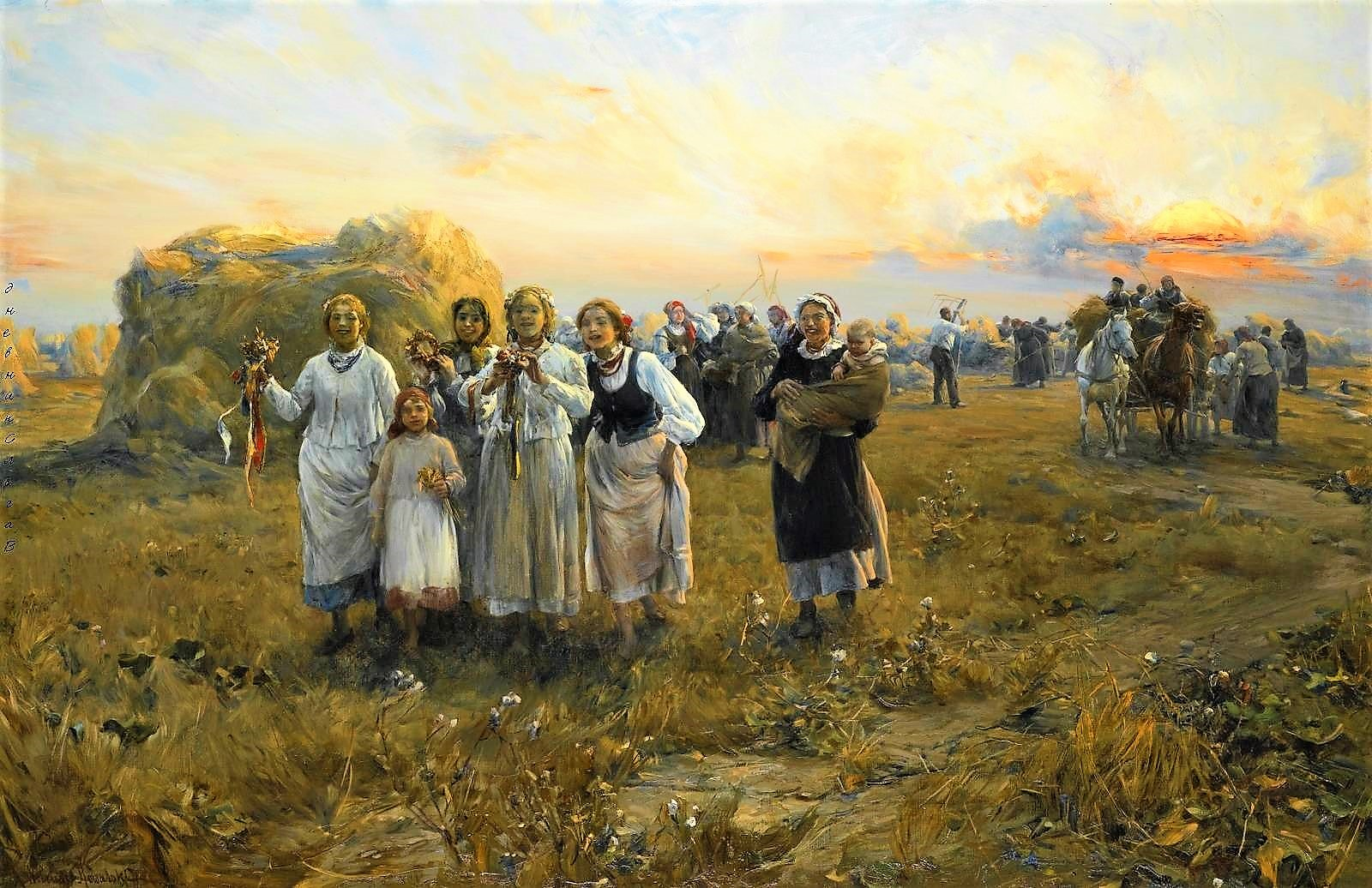
A. Wierusz-Kowalski. Dožínky. 1910

Dožínky jsou ve slovanské lidové kultuře svátek sklizně slavený na konci žní, patrně s předkřesťanskými kořeny. Podobnými oslavami konce sklizně jsou události jako vinobraní, dočesná – sklizeň chmele, konopnická – sklizeň konopí, nebo dokopná – sklizeň brambor.

## Předkřesťanské dožínky
Podoba předkřesťanských oslav dožínek se rekonstruuje na základě lidových zvyků, existují o nich však i písemné prameny, především z prostředí Polabských Slovanů. Z díla Gesta Danorum Saxa Grammatica z 12. století pochází popis dožínkového rituálu na konci léta konaného v rujánské Arkoně:
| „ | Druhý den, zatímco lid čekal před vchodem, brával [kněz] soše pohár z ruky a pozorně ohledav, zda snad z nalitého moku něco ubylo, soudil podle toho o neúrodě roku příštího. Zjistiv to, nakazoval, aby nová sklizeň byla uschována pro dobu budoucí. Pakliže shledal, že nic z obvyklé náplně nechybí, prorokoval, že nadejdou léta úrodou požehnaná. Na základě toho znamení rozhodoval, aby se zásobami v příštím roce buď více nebo méně šetřilo. Vyliv pak staré víno k nohám sochy v oběť, prázdný pohár novým naplnil; a uctiv sochu tím, že na oko dal jí píti, prosil po té v slavnostní modlitbě jednak sobě, jednak vlasti všeho dobrého, spoluobčanům pak rozmnožení majetku a nová vítězství. Po modlitbě přiloživ pohár ke rtům jedním douškem jej vyprázdnil a vínem znova jej naplniv, vložil opět soše do pravé ruky. Také medový koláč, okrouhlý, téměř zvýši člověka, byl k oběti přinášen. Kněz, stavě jej mezi sebe a lid, ptával se Rujanců, zda ho za ním vidí. Když odpovídali že ano, vyslovoval tím přání, aby ti samí lidé nemohli ho po roce viděti. Ale tímto projevem nežádal smrti ani sobě, ani svým krajanům, nýbrž bohatší sklizně pro příště. | “ |

Následuje popis hostiny a přispívání soše penězi každým mužem a ženou.
Podobný svátek popisuje na počátku 12. století anglický kronikář Vilém z Malmesbury ve svém díle Gesta Regum Anglorum kde popisuje národy podmaněné Jindřichem III. V textu se mluví slavnosti Vindeliků, keltském kmeni žijícím ve starověku v severních Alpách, ale z kontextu vyplývá že se týká slovanských Luticů, kteří jsou s nimi v díle zmiňováni. Pasáž týkající se svátku zní následovně
| „ | Vindelikové uctívají Fortunu a postavivše její idol na vyznačené místo, umístí do její pravé ruky roh naplněný nápojem z medu a vody, který se řecky nazývá ‚hydromel‘. Sv. Jeroným ukazuje ve své osmnácté knize o Izaiášovi, že Egypťané a téměř všechny východní národy dělají totéž. Tedy posledního dne měsíce listopadu sedíce okolo v kruhu, všichni ho ochutnávají a když zjišťují že roh je plný, všichni jásají s velikým křikem, že jim příštího roku plnost rohu přinese vše, čeho si žádají; je-li tomu naopak, pláčí. | “ |

Ač se obřad odehrával o něco později než dožínky a nezahrnoval věštění pomocí koláče, napovídá tato zpráva, že se jednalo o obecně slovanský kmenový svátek. Ve starověké Spartě existovala slavnost zvaná hyakínthie, kde hrály velké medové koláče také významnou roli, a podobným způsobem jako na Rujáně se věštilo ještě v roce 1974 na Kysuci o Vánocích. Dušan Třeštík původní svátek spatřuje v indoevropských oslavách nového roku zasvěcených válečnickému solárnímu božstvu na bílém koni, při kterém koláče symbolizovaly sluneční disk.
Je možné že podobná dožínková slavnost existovala i v předkřesťanských Čechách, snad připadající na první novoluní po podzimní rovnodennosti, později na 28. září. Stejně jako rujánský svátek v podobném období trval i český svátek tři dny. Ač byla tato slavnost v křesťanských Čechách svátkem svatého Václava, mohlo jít o nahrazení předkřesťanského svátku dožínek, jak se domníval Zdeněk Fiala. Nemuselo jít nutně o umělé přiřazení svátku světce k dávné slavnosti. Je možné, že hostina roku 935, na niž Boleslav Václava pozval, nebyla pouze posvícením hradského kostela na Staré Boleslavi, ale právě také dožínkami. Tuto domněnku podporuje skutečnost, že v 10. století nebyl václavský svátek vžitý, ačkoliv 28. září se již slavilo, a že se tento den chápal jako příležitost k obžerství a opilství až rituálního charakteru, které upomíná spíše na předkřesťanský než křesťanský původ.

## Lidová kultura

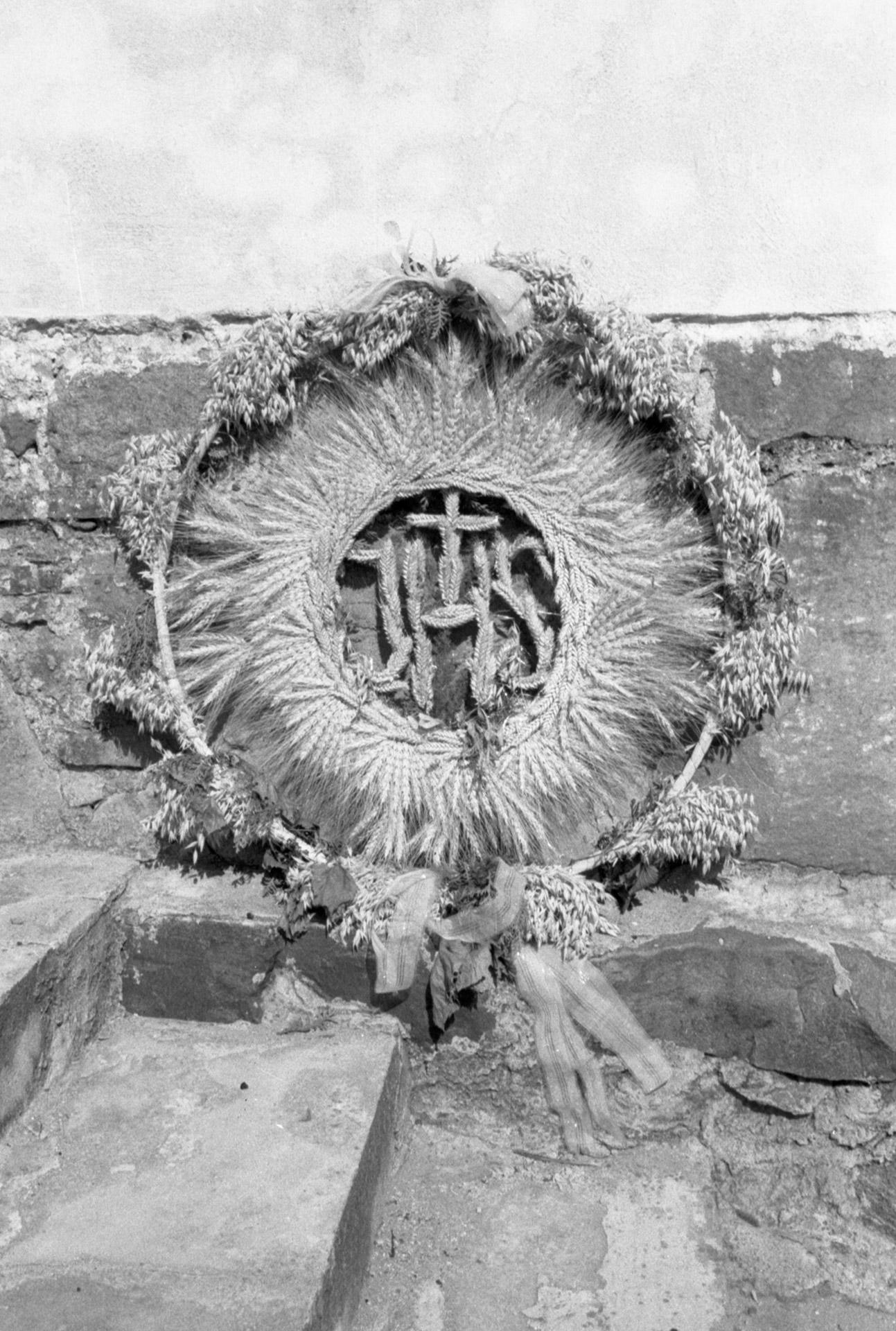
Dožínkový věnec z polské osady Bieniszew, 1964

Mezi dožínkové obyčeje patřily například zvyky spojené s posledním uvázaným snopem obilí. Ten se v českém prostředí nazýval baba, stará nebo nevěsta a často byl stylizován do ženské postavy či oblékán do ženských šatů. Nakonec byl odvezen do statku, předán hospodáři a zanechán v domě do příštích dožínek. Podobně se na poli nechávalo obilí svázané do jehlanu s kytkou klasů na vrcholu, zvané stodola či sibilia. V jižním Rusku existoval ještě na počátku 20. století zvyk vázat na konci žní do uzlu hrst posledních klasů, někdy doplněných chlebem se solí, a této praktice se říkalo „zavinovati Velesovi bradu“ nebo „nechati Velesovi hrstku klasů na bradu“. Podle Jana H. Máchala jde o pozůstatek obětí tomuto božstvu. V některých oblastech je tento zvyk spojen s jiným jménem než Velesovým a figuruje v něm „brada“ Ilji, Boha či Krista.
K dožínkám také patřila společná cesta z pole, při které byli účastníci ozdobeni květy a klasy, stejně jako jejich nástroje, a ze stejného materiálu měli i věnce na hlavách. Důležitý byl obzvlášť dožínkový věnec, ponechávaný v domě až do jarní setby. Tento objekt měl výraznou solární symboliku jak dokazuje označení dožínkové slunce používané na Pardubicku.

## Pozdější tradice
V polovině 19. století byly dožínky slaveny prakticky na celém českém území, postupně však tato tradice doznívala. Na počátku 20. století byly organizovány především Agrární stranou a zahrnovaly průvody selské jízdy a tančení české besedy. Původní pojetí dožínek tak zaniklo a staly se zábavnou a společenskou akcí. I v Národopisném muzeu v Praze se konala dožínková oslava.